# Foetorepus calauropomus
Foetorepus calauropomus es una especie de peces de la familia Callionymidae en el orden de los Perciformes.

## Morfología
• Los machos pueden llegar alcanzar los 30 cm de longitud total.

## Hábitat
Es un pez de mar de clima templado y demersal que vive hasta los 100 m de profundidad.

## Distribución geográfica
Se encuentra al sur de Australia: desde Australia Occidental hasta Nueva Gales del Sur y Tasmania.

## Observaciones
Es inofensivo para los humanos.